# Windung (Geometrie)
Windung oder Torsion ist in der Differentialgeometrie ein Maß für die Abweichung einer Kurve vom ebenen Verlauf. Die Windung beschreibt zusammen mit der Krümmung das lokale Verhalten der Kurve und kommt wie die Krümmung als Koeffizient in den frenetschen Formeln vor.

## Definition

Torsion und entsprechende Drehung des Binormalenvektors.

Es wird eine Kurve betrachtet, die durch die Bogenlänge {\displaystyle s} parametrisiert wird:
{\displaystyle {\vec {r}}={\vec {r}}(s)\,.}
Für einen Kurvenpunkt {\displaystyle {\vec {r}}(s)} erhält man
durch Ableiten nach {\displaystyle s} den
Tangenteneinheitsvektor ('Richtung der Kurve')
{\displaystyle {\vec {t}}(s)={\vec {r}}\,'(s)\,.}
Die Krümmungsrichtung der Kurve erhält man durch erneutes Ableiten und Normieren als Hauptnormaleneinheitsvektor
{\displaystyle {\vec {n}}(s)={\frac {{\vec {t}}\,'(s)}{|{\vec {t}}\,'(s)|}}={\frac {{\vec {r}}\,''(s)}{|{\vec {r}}\,''(s)|}}\,.}
Um ein Maß für die 'Drehgeschwindigkeit' von  {\displaystyle {\vec {n}}}  um {\displaystyle {\vec {t}}} zu erhalten, wird mit Hilfe des Vektorprodukts der
Binormaleneinheitsvektor
{\displaystyle {\vec {b}}(s)={\vec {t}}(s)\times {\vec {n}}(s)}
festgelegt. Die Windung (Torsion) {\displaystyle \tau (s)\,} der Kurve
an der Stelle s ergibt sich nun als dessen Richtungsänderung, projiziert auf {\displaystyle {\vec {n}}}, also durch das
Skalarprodukt
{\displaystyle \tau (s)=-{\vec {b}}\,'(s)\cdot {\vec {n}}(s)\,.}

Geometrische Bedeutung: Die Torsion {\displaystyle \displaystyle \tau (s)} ist ein Maß für die Richtungsänderung des Binormaleneinheitsvektors. Je größer die Torsion, desto schneller dreht sich der Binormaleneinheitsvektor {\displaystyle {\vec {b}}(s)} in Abhängigkeit von {\displaystyle \displaystyle s} um die durch den Tangentialvektor gegebene Achse. Dafür gibt es einige (zum Teil animierte) grafische Illustrationen (siehe Weblinks unten).

## Berechnung
Für die praktische Berechnung eignet sich die oben gegebene Definition
der Windung nicht besonders gut, da eine Parametrisierung durch die Bogenlänge
vorausgesetzt wird. Die folgende Formel bezieht sich auf eine Kurve im
dreidimensionalen Raum ({\displaystyle \mathbb {R} ^{3}}), die als
Funktion {\displaystyle {\vec {r}}} eines beliebigen Parameters {\displaystyle t} (in der Praxis üblicherweise die Zeit) in der Form
{\displaystyle {\vec {r}}={\vec {r}}(t)}
gegeben ist:
{\displaystyle \tau (t)={\frac {\left({\vec {r}}\,'(t)\times {\vec {r}}\,''(t)\right)\cdot {\vec {r}}\,'''(t)}{\left|{\vec {r}}\,'(t)\times {\vec {r}}\,''(t)\right|^{2}}}}
Im Falle einer ebenen Kurve gibt es nichts zu berechnen, da die
Windung den Wert 0 hat.
Man beachte, dass das Vorzeichen für praktische Berechnungen der Torsion reine Konventionssache ist. So gibt beispielsweise do Carmo die Torsion mit negativem Vorzeichen an.

## Bezeichnungen
Mit der Vorzeichenkonvention obiger Definition nennt man eine Kurve mit {\displaystyle \tau <0} linksgewunden oder linkswendig, ist {\displaystyle \tau >0}, so spricht man rechtsgewundenen oder rechtswendigen Kurven. In der älteren Literatur nennt man linkswendige Kurven auch hopfenwendig, rechtswendige auch weinwendig, weil die Ranken von Weinrebengewächsen bzw. Hopfen längs solcher Kurven wachsen.